# Горькая луна
«Го́рькая луна́» (англ. Bitter Moon) — мелодраматический фильм 1992 года, снятый режиссёром Романом Полански. Сценарий к фильму был написан на основе одноимённого романа писателя Паскаля Брюкнера. Главные роли исполнили Питер Койоти и жена режиссёра Эммануэль Сенье. Музыку к фильму написал греческий композитор Вангелис. Премьера фильма состоялась 12 июля 1992 года в Великобритании.
Название можно перевести как «горький месяц» или «мучительный» в противоположность медовому месяцу, предлагались и другие варианты перевода.

## Сюжет
Британская супружеская пара — Найджел и Фиона — после семи лет брака путешествует в морском круизе по Средиземному морю от Венеции до Индии с одним желанием — привнести новизны и свежести в свои целомудренные отношения. На теплоходе они знакомятся с несколько странной супружеской парой. Это американский писатель Оскар и его молодая красавица жена — француженка Мими. Оскару около 50 лет, он болен поперечным миелитом, частично парализован и вынужден передвигаться на инвалидной коляске. Оскар решает рассказать Найджелу историю своих любовных отношений с Мими.
Они познакомились ранним утром в парижском автобусе, Оскар отдал свой билет Мими. Ему под 40, ей чуть за 20, секс стирает все возможные грани возраста, принципов и жизни вообще. Флирт перетекает в знойную страсть, которая может довести до саморазрушения. Сперва их любовная связь была бешено-страстной, но затем отношения стали охладевать, и союз стал скучным. Оскар искал новых ощущений и всячески пытался отделаться от Мими, а Мими напротив пыталась удержать его, желала быть его женой и во что бы то ни стало оставаться рядом с ним, несмотря на все унижения — постоянные издёвки других женщин, домашние вечеринки, на которых Оскар публично выставлял Мими посмешищем, откровенное презрение, аборт (по требованию Оскара), после которого Мими стала бесплодной. Наконец Оскар обманом заставил её уехать в другую страну. Спустя два года он попал в аварию и лежал в больнице. Мими навестила его, и, пользуясь болезненным состоянием бывшего любовника, столкнула его с кровати. Полученная тогда Оскаром травма и стала причиной его паралича. Она стала заботиться о нём, поставив в положение полнейшей зависимости — сильнее, чем некогда сама зависела от него.
Она становится его сиделкой, и отношения скатываются к садомазохизму. Мими продолжает мстить ему. Например, Мими пользуется скованностью в передвижении Оскара и совершает половой акт со своим чернокожим любовником в пределах слышимости Оскара. Почти каждый вечер Мими проводит на вечеринках, в ночных клубах и возвращается домой либо поздно ночью, либо уже под утро. Однажды Мими дарит Оскару на его день рождения заряженный пистолет, тем самым намекая, что ему пора застрелиться. Тем не менее, они держатся друг за друга и даже официально оформляют свои отношения. Они становятся супругами, хотя их любовь давно стала извращённой и перекрылась ненавистью.
Британцы на теплоходе остаются до поры до времени наблюдателями, но соблазнительная красотка Мими решает и их вовлечь в свою игру. Она предлагает Найджелу стать её любовником, но сама же тянет с этим. В конце концов, Мими отказывает Найджелу и проводит ночь любви с его женой Фионой. Заканчивается фильм тем, что Оскар убивает Мими и себя из пистолета, который та ему когда-то сама и подарила.

## В ролях
- Питер Койоти — Оскар
- Эммануэль Сенье — Мими
- Хью Грант — Найджел
- Кристин Скотт Томас — Фиона
- Виктор Банерджи — мистер Сингх
- Софи Патель — Амрита Сингх
- Патрик Альбенк — стюард
- Смилья Михайлович — игрок в бридж
- Лео Экманн — игрок в бридж
- Лука Веллани — Дадо
- Ричард Дью — завсегдатай вечеринок

## Критика
Кинокритик Сергей Кудрявцев отмечал, что немало зрителей и даже некоторые режиссёры, такие как Тинто Брасс, воспринимают фильм «Горькая луна» эротическим триллером, а другие — неполучившимся ироническим парафразом на тему «Последнего танго в Париже». Писатель Дмитрий Быков, отметив высококлассную работу Эмманюэль Сенье, позже высоко оценил картину в целом:

В данном случае это такие фильмы, как «Горькая луна» — одну из моих любимых у него картин, при всем её мелодраматизме. Любимых, потому что исследование садо-мазоотношений там удивительно глубокое и тонкое. Кто через это не проходил, тому не понять, но кто проходил, тот оценит.
— Писатель Дмитрий Быков на «Эхо Москвы»
Философ и культуролог Александр Павлов на страницах газеты «Известия» отметил, что фильм «Пятьдесят оттенков серого» в эстетическом, но не коммерческом, плане проигрывал таким лидирующим в жанре БДСМ фильмам, как «Горькая луна» Романа Поланского, но «Основной инстинкт», вышедший в один год с «Горькой луной», сильно менял ситуацию потому, что показывал, что роковая женщина может быть сексуально деструктивной по отношению к мужчине не по своей природе, а исключительно из голого расчёта. Кинокритики «Коммерсанта» однозначно указывали на провал «Горькой луны» и крайне шаткое положение режиссёра фильма после этого.

Проще всего пройтись по такому фильму как «Горькая луна», качая головой и возмущаясь плохим вкусом и воспалённой фантазией режиссёра Полански. Цель этого — показать, что ты не купился на такого рода ребячество — ты серьёзный, зрелый и уравновешенный человек. Конечно, «Горькая луна» — отчаянный гротеск, но Полански снимает её без компромиссов и реверансов. И становится смешно, когда критики, которые потом «снисходят» до оценки этого фильма, сами смотрят его, затаив дыхание.
— Критик Роджер Эберт, РИА «Новости» от 18 августа 2013
Спустя двадцать лет после премьеры фильм продолжает иметь поклонников, к примеру, молодая актриса и сценарист Лора Резникова именует его «одним из самых острых фильмов о любви».
Известный синхронист Александр Иванович Щедров остро критиковал перевод названия фильма:

Те фильмы, которые у нас показывают, французские, да и не только французские — это всё непрофессионализм! Не знаю, откуда берут… Вот фильм Романа Полански «Горькая Луна». Что это такое? А кто её на вкус пробовал? Почему «Горькая Луна» — …(даётся французский перевод) это французское… буквально «Медовая луна». Так переведите тогда уж «Горький мёд».
— Переводчик Александр Щедров на «Эхо Москвы»